# ناحیه فلوم، شهرستان نورمن، مینه سوتا
ناحیه فلوم (به انگلیسی: Flom Township) یک منطقهٔ مسکونی در ایالات متحده آمریکا است که در شهرستان نورمن، مینه‌سوتا واقع شده‌است.
 ناحیه فلوم ۹۳٫۵ کیلومتر مربع مساحت و ۲۲۶ نفر جمعیت دارد و ۳۶۸ متر بالاتر از سطح دریا واقع شده‌است.